# Stazione di Châteauroux
La stazione di Châteauroux (in francese Gare de Châteauroux) è la principale stazione ferroviaria di Châteauroux, Francia.